# Otto Muehl
Otto Muehl (Grodnó, 1925. június 16. – Moncarapacho, Olhão, 2013. május 26.) képzőművész, akcióművész, a bécsi akcionisták alapító tagja. Otto Muehlt nagyon sokan és sokféleképpen ítélik meg, a mai napig kerülik a munkái nagy részének a tárgyilagos feldolgozását, mivel az emberi lélek brutalitását olyan nyersen és valóságosan ábrázolta kísérleti filmjeiben és akcióiban, amennyire csak lehetett.

## Élete
Muehl Burgenlandban született. 1941-ben a Hitlerjugend tagja, majd 1943-ban besorozták a német hadseregbe, 1944-től Nyugaton teljesített frontszolgálatot, amely későbbi művészi munkájára is hatással volt. A második világháború után német nyelvet és történelmet tanult Bécsben.
1953-tól a bécsi Képzőművészeti Akadémián tanult, ahol megismerkedett Adolf Frohner osztrák képzőművésszel. 1959 táján behatóan tanulmányozta a pszichoanalízist és érdeklődni kezd a dadaizmus iránt, megismerkedett Günter Brusszal és Alfons Schillinggel. Saját lakásának pincéjében kezd el akciókat készíteni, többek között Hermann Nitschsel. 1964 és 1966 között elkészítette „Malaktionen”-nek nevezett rövidfilmjeit.
1966-ban megalapítják  Brus, Kren, Muehl, Nitsch és Weibel a Direkt Művészeti Intézet-et (Institute für Direkte Kunst). Céljuk nem egy műfaj, hanem az új művészet megteremtése, fontos szerepet szánva az "akcióknak".
Muehl 1970-ben Praterstrasse néven kommunát alapított Bécsben, amelyet 1972-ben a burgenlandi Friedrichshofba költöztetett át. Célja eredetileg annak bizonyítása volt, hogy a világ megváltható a művészet által. Az itt továbbfolytatott "akciók" nemcsak művészeti célt szolgáltak ebben az időben, hanem ön- és csoportterápiás rendezvények is voltak egyúttal. 1973-ban megalapította az AA-kommunát (Aktions Analytische Kommune), amelyet egy társadalom modelljének képzelt el 1991-ben bebörtönözték hét évre kábítószer-birtoklás, "zsarnoki, megalázó rendszer" működtetése, „fiatalkorúak szexuális túlkapásokra buzdításának” vádjával.
1998-ban Parkinson-kórt diagnosztizáltak nála, Portugáliába költözött, csatlakozva az Art & Life Family-kommunához.
2002 óta egy új műfajjal, az electric painting-nek (elektromos festészet) elnevezett kísérletekkel foglalkozott.
2010-ben bocsánatot kért nyilvánosan felolvasott nyilatkozatban az egykori kommunatagoktól a bécsi Leopold Múzeumban. Bevallotta, hogy alábecsülte a közösség vezetőjeként gyakorolt befolyását.